# میهای مایر
میهای مایر (مجاری: Mayer Mihály; ۲۷ دسامبر ۱۹۳۳ – ۴ سپتامبر ۲۰۰۰) بازیکن واترپلو اهل مجارستان بود.
وی در مسابقات کشوری و بین‌المللی در مجموع برندهٔ ۲ مدال طلا، ۲ مدال برنز شده‌است.